# 勝屋興久
勝屋 興久（かつや おきひさ）／勝屋 重貞（かつや しげさだ）は、戦国時代の武将。大内氏重臣である陶晴賢の家臣で、周防国都濃郡須々万の殿ヶ浴山城を本拠とした国人領主。

## 名前
一般的に「勝屋 興久」の名前で呼ばれ、明治18年（1885年）に近藤清石が編纂した『大内氏実録』にも系譜では「興久」とされていることが記されているが、近藤清石は陶晴賢（陶隆房）の家臣に対して偏諱が与えられるとすれば江良房栄や野上房忠、伊香賀房明らに与えられた「房」の字が相応しく、大内義興の偏諱である「興」の字は相応しくないと考証している。
一方、山口県下松市美里町にある浄土真宗本願寺派の寺院で、興久の子孫が代々住職を務めている亀懐山浄蓮寺の寺伝によると、「勝屋 重貞」の名前で伝えられている。

## 生涯
周防国都濃郡須々万の殿ヶ浴山城を本拠とした国人領主である勝屋氏に生まれ、陶晴賢の配下となる。
弘治元年（1555年）から始まる毛利氏による防長経略に際して、周防国都濃郡須々万の須々万沼城に江良賢宣、山崎興盛・隆次父子、宮川伊豆守、江良主水正、伊香賀左衛門大夫、狩野治部少輔らと共に籠城した。興久をはじめとして須々万やその付近に居城を持つ在地領主が多かったが、自らの居城で毛利軍と戦った様子が無く、地の利を得て堅固な須々万沼城に集まって毛利軍に抗戦している。
弘治2年（1556年）4月21日、または、11月27日、毛利氏家臣の坂元祐が兵を率いて須々万沼城の偵察に来た際に出撃し、須々万沼城から1里離れた白砂川において坂元祐の軍と戦って撃退したが、興久が坂元祐と槍を合わせていたところを坂氏配下の松原氏信の矢を受け、坂元祐によって討ち取られた。
興久の墓として、興久が戦死した白砂川の蛇床山の北側中腹の松林の中に小石を積んだ上に2尺余りの自然石を立てた墓が存在したとされ、明治44年（1911年）に編纂された『都濃郡須々万村誌』には同地に興久の墓とされる五輪塔の破片があると記されている。

## 子孫
須々万沼城における毛利軍との戦いで興久が戦死すると、まだ幼少だった子の重治（左門）は家臣の沼新左衛門と安達藤九郎に連れられて周防国都濃郡末武村に落ち延び、成長後は須々万沼城での戦いで戦死した父や家臣達の菩提を弔うために出家して名を「蓮甫」と改めた。慶長年間に一宇を建立し、慶長15年（1610年）10月17日に寺号を許され、「浄蓮寺」と称した。重治（蓮甫）は慶長18年7月13日（1613年8月28日）に死去し、子の宗甫が二世住職として後を継いで以来、浄蓮寺は代々勝屋氏の子孫が住職を務め、明治時代に名字をその村名から「末武」に改めている。

## 逸話
- 系譜によると相良武任の弟とされているが、近藤清石は「相良武任申状」によると武任には兄弟がいないと思われることから、興久が相良武任の弟とする説は誤りとしている[11]。また、興久が相良武任の弟であれば陶晴賢によって討たれているだろうとも述べている[17]。
- 明治18年（1885年）に成立した山口県に関する文物を記録した『酔古帖』には、縦3尺4寸3分（約104cm）、横3尺3寸8分（約102cm）の革製で上り藤紋が描かれた興久の旗指物を、山口県都濃郡福川村に居住する士族・福田半僢が所蔵していることが記されている[18]。
- 須々万の藤谷にあった藤を殊の外愛していたことから、藤を家紋としたという伝承がある[19]。また、「藤谷」の地名もその藤に由来して後世に命名されたという[19]。なお、近藤清石はこの伝承を付会としている[20]。